# گوگاوان
گوگاوان (به ارمنی: Գոգավան) یک روستا در ارمنستان است که در استان لوری واقع شده‌است.  در  کیلومتری شمال وانادزور، مرکز استان لوری واقع شده است.

## خصوصیات
گوگاوان  ۸۴ نفر 
جمعیت دارد و در ارتفاع  متر بالاتر از سطح دریا قرار گرفته است.